# جيمس كوندون
جيمس كوندون (بالإنجليزية: James Condon)‏ هو ممثل أسترالي، ولد في 27 سبتمبر 1923 في فريمانتل في أستراليا، وتوفي في 14 فبراير 2014 في Narrabeen ‏ في أستراليا.

## وصلات خارجية
- جيمس كوندون على موقع IMDb (الإنجليزية)
- جيمس كوندون على موقع أول موفي (الإنجليزية)
- جيمس كوندون على موقع قاعدة بيانات الأفلام السويدية (السويدية)
- جيمس كوندون على موقع قاعدة بيانات الفيلم (الإنجليزية)